# Molophilus (Molophilus) talamancensis
Molophilus (Molophilus) talamancensis is een tweevleugelige uit de familie steltmuggen (Limoniidae). De soort komt voor in het Neotropisch gebied.